# 吉里·威爾什
吉里·威爾什（1980年1月27日—），捷克籃球運動員。他現在效力於捷克球隊ČEZ Basketball Nymburk。他曾經參加2002年NBA選秀。他也代表捷克國家男子籃球隊參賽。